# 铈
铈，是一種化學元素，其化學符號为Ce，原子序數为58，原子量為140.116 u。铈是第二個镧系元素，也是稀土元素之一。鈰是一種柔軟、富延展性的銀白色金屬，作為典型的輕鑭系元素，鈰的化学性质非常活泼，在空气中會很快失去光澤，用刀刮即着火，溶于酸，不溶于碱。
铈是地殼中含量最高的鑭系及稀土元素，其次是釹、鑭、釔、鈧和镨等。鈰在地殼中的元素豐度排名為第25位，佔地殼的66ppm，和銅相當，約為氯的一半、鉛的五倍。因此，儘管鈰是所謂的稀土元素之一，但實際上一點也不稀有。
鈰在自然界中並不以單質存在，而是與其他稀土金屬一同出現在獨居石、氟碳鈰礦等稀土礦物中，铈在独居石中占稀土总量的40%以上。和其他稀土相比，鈰很容易從其礦石中提取，因為它是唯一能在水溶液中達到穩定的+4氧化態的鑭系元素，從而能和其他稀土區分開來。
鈰的拉丁名稱Cerium是以小行星穀神星來命名的，另一種以小行星來命名的元素是鈀。在1801年1月1日那晚，意大利的天文學家皮愛艾奇（Piazzi）在火星和木星之間的大間隙裡找到了一顆繞行太陽運行的新行星，為了維持行星以羅馬神明為名的傳統，這個天體就以農事女神刻瑞斯之名將新天體命名為Ceres。麥片類食物的英文為，也是源自於農事女神。穀神星的發現讓當年科學界頗為興奮，因此在穀神星發現後找到的第一個新元素，就命名為cerium來向穀神星致敬。

## 性质

### 物理性质

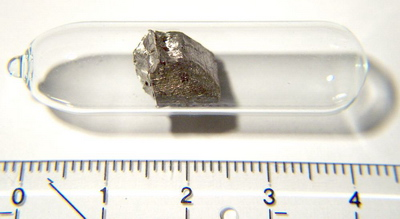
保存在充滿氬氣的玻璃安瓿中的铈块

铈是一种银白色的金属，和铁的光泽类似，有延展性，比铁软，硬度和銀相當。 铈在常壓下拥有所有元素中第二廣的液态范围：2648℃（从795℃到3443℃），僅次於錼。

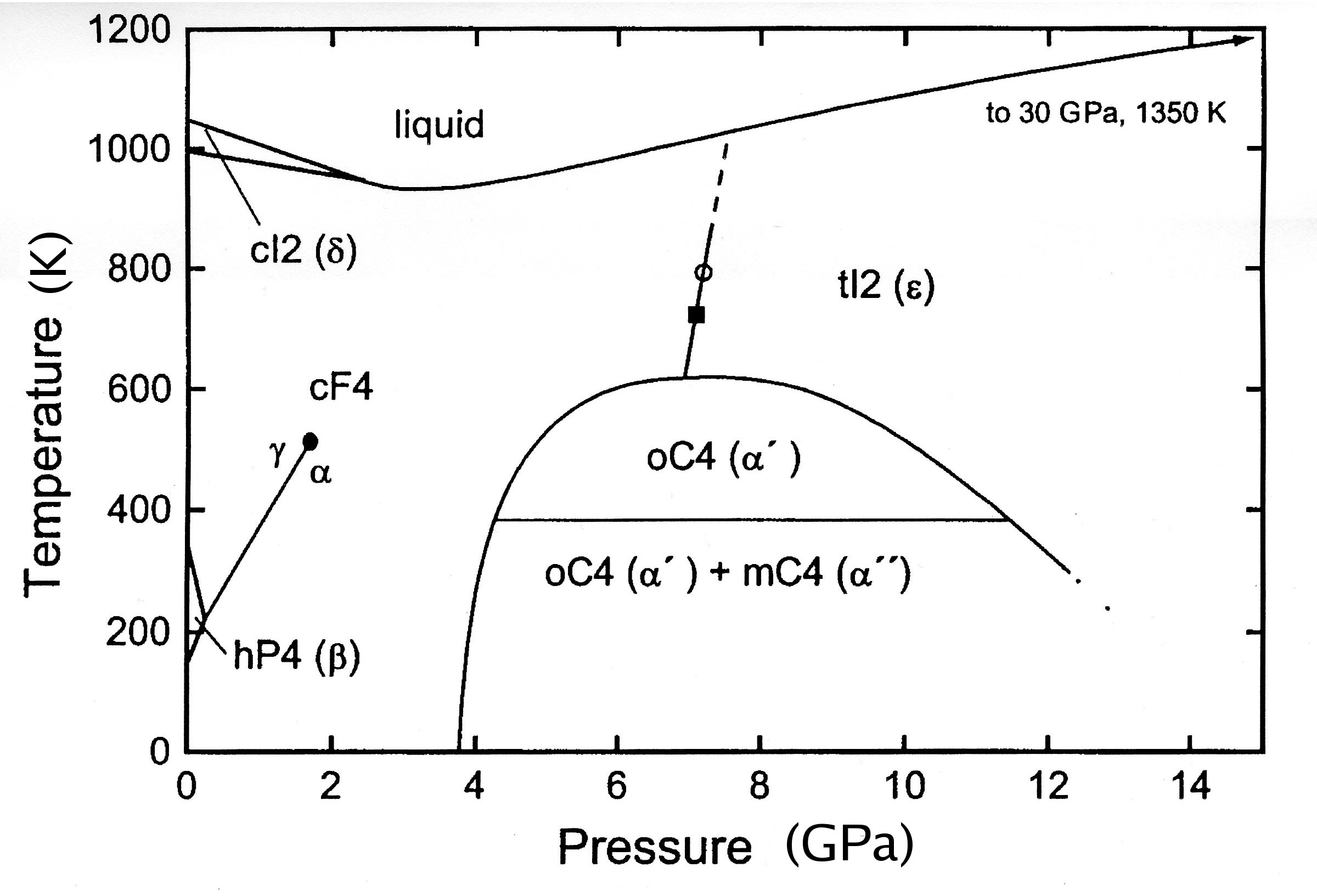
铈的相图

铈在常壓下有四種已知的同素異形體。鈰在常溫常壓下为γ-铈，晶體結構為面心立方（FCC）。溫度降至-16℃時，γ-铈會開始转变为雙六方最密堆積（DHCP）結構的β-铈，繼續降至-172℃以下則殘餘的γ-鈰會逐漸变换为面心立方（FCC）結構的α-铈，在-269℃转变完成，至於β-鈰則不會顯著轉變為α-鈰，除非受到壓力或形變。α-铈的密度为8.16 g/cm3。至於體心立方（BCC）結構的δ-铈存在於726°C以上的高溫狀態。在常壓下，液态铈的密度比固态铈來得大。

### 化学性质
铈在空气中會逐漸失去光澤，形成一層會像鐵鏽般不斷剝落的疏鬆氧化層；一立方公分大小的金屬鈰塊會在大約一年內完全腐蝕殆盡。所以純鈰必須保存在真空或充滿惰性氣體的玻璃管中。鈰金屬具高度自燃性，研磨或劃過其表面時，鈰很容易被產生的火花點燃。該反應符合元素週期律，因為鈰是原子半徑最大的鑭系元素之一。
鈰在150℃下很容易燃烧，生成二氧化铈，其中的鈰是+4價，具有很強的氧化性。
Ce + O2 → CeO2
二氧化鈰可以被氫氣還原成+3價的鈰氧化物三氧化二鈰。二氧化鈰具有螢石型結構，類似於鐠和鋱的二氧化物。
铈是一種強正電性元素，金属活性较强，可與水發生反應。鈰和冷水的反應速度缓慢，在热水中則快速反应，生成氢氧化铈和氫氣：
2 Ce (s) + 6 H2O (l) → 2 Ce(OH)3 (aq) + 3 H2 (g)
铈可以和所有卤素反应，形成三卤化物：
2 Ce (s) + 3 F2 (g) → 2 CeF3 (s) （白色）
2 Ce (s) + 3 Cl2 (g) → 2 CeCl3 (s) （白色）
2 Ce (s) + 3 Br2 (g) → 2 CeBr3 (s) （白色）
2 Ce (s) + 3 I2 (g) → 2 CeI3 (s) （黄色）
铈可以在稀硫酸中迅速溶解，生成无色的Ce3+離子，其存在形式为[Ce(H2O)9]3+:
2 Ce (s) + 3 H2SO4 (aq) → 2 Ce3+ (aq) + 3 SO2−
4 (aq) + 3 H2 (g)
鈰是唯一能在水溶液中達到穩定的+4氧化態的鑭系元素。Ce4+離子（高鈰離子）在水中呈現橙黃色。Ce4+在水中是亞穩態的，是一種很強的氧化劑，可將鹽酸氧化產生氯氣。因此，Ce4+化合物如硝酸鈰銨在有機化學中是常用的強氧化劑，可從金屬羰基配合物中釋放出有機配體。在B-Z反應中，鈰離子在+4態和+3態之間來回振盪以催化反應的進行。硫酸鈰(IV)等高鈰鹽類常被用於容量分析中鈰滴定法的標準試劑。

### 同位素
天然存在的鈰由四種同位素組成：136Ce（0.19%）、138Ce（0.25%）、140Ce（88.4%）和142Ce（11.1%）。這四種同位素在觀測上都是穩定的，儘管理論計算顯示較輕的同位素136Ce和138Ce會發生負雙β衰變形成鋇的同位素，而142Ce估計會發生雙β衰變形成142Nd或發生α衰變形成138Ba，至於140Ce則估計會自發裂變並釋放出能量。然而上述的衰變模式從來都沒有被科學家實際觀測到過，不過目前科學家已透過實驗測量了136Ce、138Ce和142Ce發生雙β衰變的半衰期下限：
136Ce: >3.8×1016年
138Ce: >5.7×1016年
142Ce: >5.0×1016年
其他所有已知的鈰同位素都是人工合成的放射性同位素。其中最長壽的是半衰期為284.9天的144Ce、半衰期為137.6天的139Ce和半衰期為32.5天的141Ce，其餘同位素的半衰期都在四天以下，其中大多數半衰期不到十分鐘。輕於140Ce的鈰同位素主要發生負β衰變或電子俘獲變成鑭的同位素，而較重的同位素則是β衰變成鐠的同位素。

## 歷史

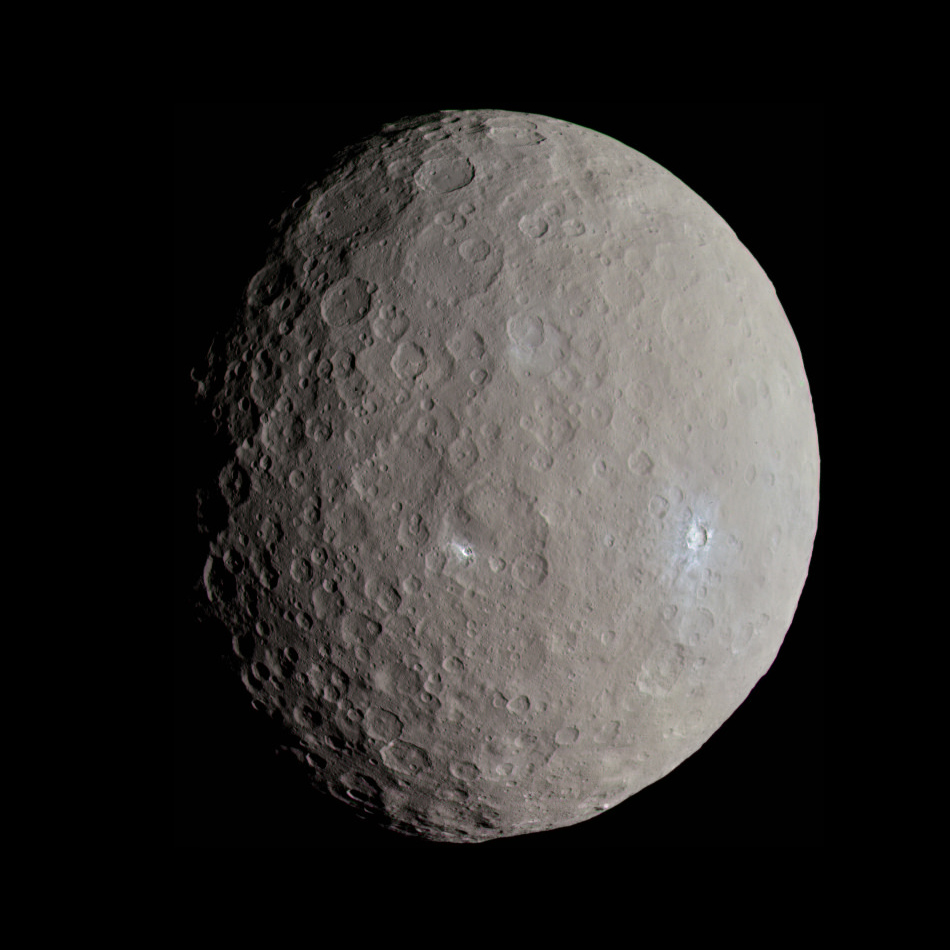
位於小行星帶的穀神星是鈰命名的依據。

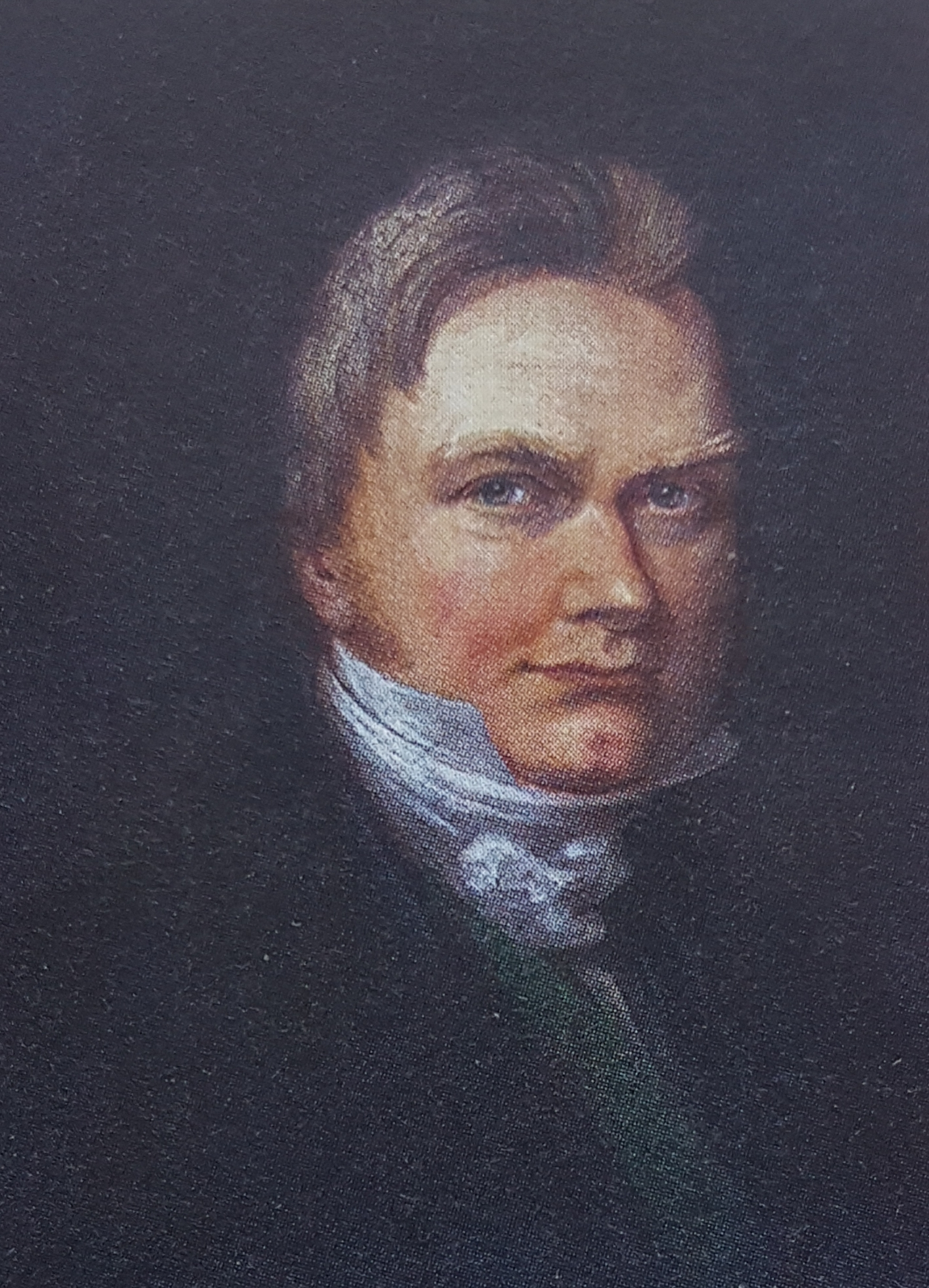
永斯·貝吉里斯，鈰的發現者之一。

1803年，永斯·貝吉里斯和威廉·希辛格在瑞典的巴斯特納斯發現鈰；德國的馬丁·克拉普羅特也在當年獨立發現。貝吉里斯依據兩年前發現的小行星穀神星之名命名為鈰（Cerium） 。這顆小行星本身是以羅馬女神Ceres，農業、糧食作物、生育和母性關係的女神命名。

## 存量
鈰是所有稀土元素中含量最多的，佔地殼的66ppm，和銅相當（68ppm），鈰的含量甚至比鉛（13 ppm）、錫（2.1 ppm）等常見金屬高得多。因此，儘管鈰是所謂的稀土元素之一，但實際上並不稀有。土壤中的鈰含量在2～150ppm之間變化，平均濃度為50ppm；海水中鈰的濃度約為萬億分之一。鈰存在於各種礦物中，但其最重要的商業開採來源為獨居石和氟碳鈰礦，在這些礦物中，鈰約佔鑭系元素總含量的一半。鈰獨居石是獨居石中最常見的代表性種類。此外，以鈰為主的鈰氟碳鈰礦也是氟碳鈰礦中最為重要的一種。
鈰是鑭系元素中最容易從礦石中提取的，因為它是唯一能在水溶液中達到穩定+4氧化態的鑭系元素。由於Ce4+和Zr4+的電荷數相同且有著相近的離子半徑，鈰有時會結合到鋯石中。在極端情況下，Ce4+能和其他稀土元素分離，形成獨立的礦物，例如方鈰石（(Ce,Th)O
2）。

## 用途

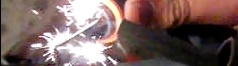
鈰鐵合金在藉由摩擦後可引起火星，常作為打火石的主要成分。

鈰在歷史上的第一個用途為煤氣燈紗罩。煤氣燈是由奧地利化學家卡爾·奧爾·馮·韋爾斯巴赫發明。最初他使用氧化鎂、氧化鑭和氧化釔的混合物作為材料進行實驗，但這些混合物燃燒時發出的光芒為綠色，以照明用途來說並不是很成功。1891年，他發現純的二氧化釷燃燒後發出了藍色光芒，將其與微量二氧化鈰（約1%）混合後燃燒則會發出明亮的白光，且二氧化鈰還具有催化二氧化釷燃燒的效果。隔年，馮·韋爾斯巴赫將這項新發明商業化生產後，新型的煤氣燈罩迅速傳遍了整片歐洲大陸。使用鈰釷氧化物的煤氣燈在1890年代一直是歐洲街道照明的主力，直到1900年代初期電燈照明在歐洲各國間普及後才逐漸被取代。
這項發明為馮·韋爾斯巴赫帶來了商業上的成功，並使得業界對釷元素的需求量大增。釷的生產過程連帶導致了大量與之共生的鑭系元素同時作為副產品被提取出來。人們很快就為它們找到了用途，例如稱為混合稀土金属的自燃性合金是由50%的鈰、25%的鑭和少量其他鑭系元素組成，廣泛用於製造打火石。同樣具有自燃性的鈰鐵合金也是由馮·韋爾斯巴赫所發明。由於稀土元素間化學性質的相似性，它們在應用上通常不需要額外使用化學方法將其各自分離，例如混合稀土金屬可作為鋼鐵中的添加劑以改善其機械性能，或作為石油流化催化裂化的催化劑等。

### 鈰（IV）化合物
二氧化铈是用途最廣泛的鈰化合物。其主要應用於化學機械研磨技術中的拋光粉，二氧化鈰在該領域中已取代其他金屬氧化物，成為生產高品質光學鏡片時所用的最優質拋光粉之一。二氧化鈰也被用作淨化汽車廢氣的催化轉換器中的添加劑。含有二氧化釷的鎢釷電極曾廣泛用於鎢極氣體保護電弧焊，具有出色的焊接性能。使用同系物二氧化鈰取代二氧化釷後雖然焊接性能稍有降低，卻能免除釷的放射性所造成的健康危害，同時降低了燒毀的發生率。
二氧化铈的纳米粉末可以作为柴油添加剂，提高柴油发动机的燃油效率，减少柴油发动机的廢氣排放量。
硫酸鈰(IV)在滴定中常用作氧化劑。添加於甲基磺酸溶液中的+4價鈰離子在工業規模的電合成技術中被用作可回收的氧化劑。硝酸鈰銨在有機化學領域和電子元件的蝕刻過程中被用作氧化劑，此外也被用作滴定的標準試劑。

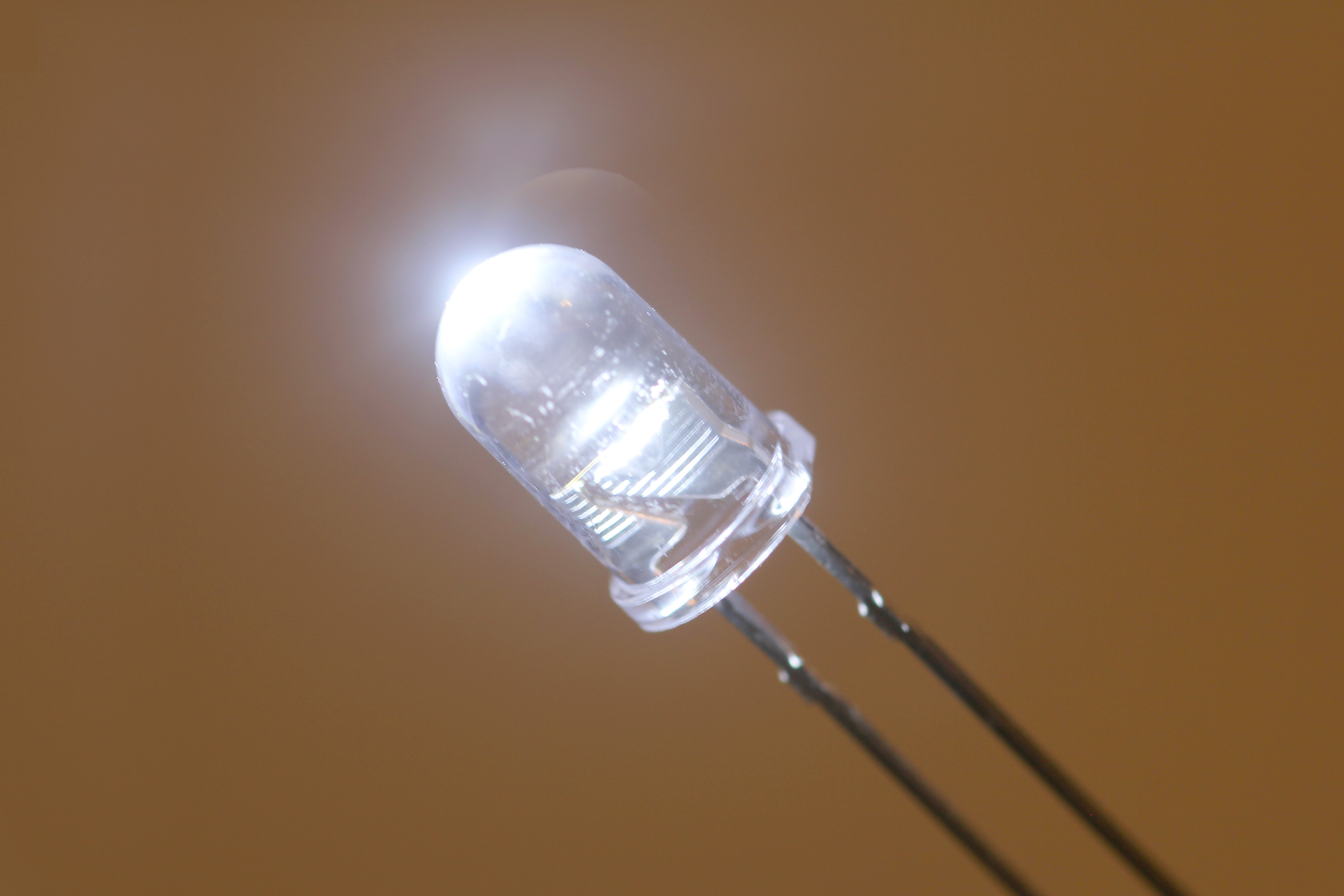
LED產生的光為單色藍光，但Ce:YAG螢光粉能將其中一部分轉化為黃光，兩種色光相互混合後進入人眼，即被感知為白光。

### 顏料和螢光粉
硫化鈰(III)有著鮮豔的紅色，且在非常高的溫度下仍保持其化學惰性，在繪畫界中被用作耐光但毒性很強的硒化鎘顏料之替代品。
含鈰的螢光粉廣泛用於映像管電視螢幕、日光燈和現代的白光LED中。最常見的用例為摻雜+3價鈰離子的釔鋁石榴石（Ce:YAG）螢光粉，它會發出綠色至黃綠色的光芒（波長550–530nm），也可用作電離輻射探測器的閃爍體。

### 其他用途
鈰可以和鋁形成具有出色耐高溫性能的鋁合金，其中可以進一步添加鎂和矽，適用於汽車的汽缸蓋等。
铈在核工業中常用作δ-鈽的穩定劑（添加量為0.9~1%質量分數），和鈽形成的鈽鈰合金以及鈽-鈰-鈷合金等被用作核燃料。
三硫化二鈰和四硫化三鈰等鈰鹽曾在曼哈頓計劃期間被認為是製造坩堝的理想耐火材料，可以承受鎔鑄鈽金屬時的高溫和強還原力環境。儘管具有理想的性質，但由於其合成難度高而從未被廣泛採用。

## 资源分布
铈资源主要集中在中国和北欧的挪威、瑞典，其中中国的储量最高。除此之外，美国、俄罗斯及印度等国也有一定铈储量。
其中，以氟碳铈矿主产地包括美国加利福尼亚的芒廷帕斯矿山、中国的四川冕宁、山东微山及内蒙古的白云鄂博等；独居石（磷铈镧矿）的主要产地则有澳大利亚的维尔德山、东西海岸海滨砂矿等；磷灰石矿则主要产于印度西南海岸海滨沙、中国广东南山海海滨沙等。铈铌钙钛矿的产地有俄罗斯萨哈共和国的托姆托尔矿床等。

## 生物作用
如同其他稀土元素，鈰在人體內沒有已知的生物作用。除了嗜甲烷菌Methylacidiphilum fumariolicum外，目前沒有發現鈰在其他生物體中發揮任何生物學作用，但其毒性也並不高，不會在食物鏈中累積到產生明顯副作用的程度。由於鈰在磷酸鹽礦物中經常與鈣共生，而人類骨骼的主要成分即為磷酸鈣，因此鈰被攝入人體後會少量地積聚在骨骼中，但並不至於造成任何健康風險。
鑭、鈰等輕鑭系元素對於火山泥溫泉中的嗜甲烷菌（如Methylacidiphilum fumariolicum）至關重要，是其體內甲醇脫氫酶的重要輔助因子。由於輕鑭系元素間彼此化學性質的高度相似性，菌體內的鑭、鈰、鐠和釹可以相互取代而不會對菌體產生任何不良影響。若以釤、銪或釓等質量稍重的鑭系元素取代，除了使它們生長緩慢外亦沒有其他副作用。
硝酸鈰是治療三級燒傷的有效抗菌藥物，儘管施用劑量過大會導致鈰中毒和高鐵血紅蛋白症。

## 危害
如同其他稀土元素，鈰具有低到中度的毒性，應小心處理。鈰金屬在65至80°C的空氣中很容易自燃，其燃燒產生的煙霧是有毒的。不應使用水來撲滅鈰燃燒引發的火災，因為鈰會與水反應產生易燃的氫氣。長期接觸鈰的工人容易有瘙癢、對熱敏感和皮膚損傷等症狀。鈰被攝入人體後並無毒性，但在動物體內注射大劑量的鈰會導致其心血管衰竭而死亡。鈰對水生生物來說危險得多，因為它會破壞細胞膜，且其不易溶於水，容易導致環境污染。

## 外部連結
- 元素铈在洛斯阿拉莫斯国家实验室的介紹（英文）
- —— 铈（英文）
- 元素铈在The Periodic Table of Videos（諾丁漢大學）的介紹（英文）
- 元素铈在Peter van der Krogt elements site的介紹（英文）
- WebElements.com – 铈（英文）
- Lu Le Laboratory 鈰鐵合金的起火影片  （页面存档备份，存于）